# Much Wenlock
Much Wenlock eerder ook bekend als "Wenlock" ("White Place") in het Keltisch ("Gwyn-loc"), is een kleine civil parish in centraal Shropshire in Engeland die rond 680 ontstond rond een daar gevestigde abdij.
In 2 afleveringen uit 1994 van het via Discovery Channel ook in Nederland uitgezonden televisieprogramma Time Team met presentator Tony Robinson wordt archeologisch onderzoek gedaan in het oudste deel van Much Wenlock.
De kleinschalige Wenlock Olympian Society Annual Games, die sinds 1850 worden gehouden, waren mede de inspiratie voor de moderne Olympische Spelen.

## Geboren
- Andy Leggett (1942), jazzklarinettist, saxofonist, gitarist, zanger, songwriter en arrangeur

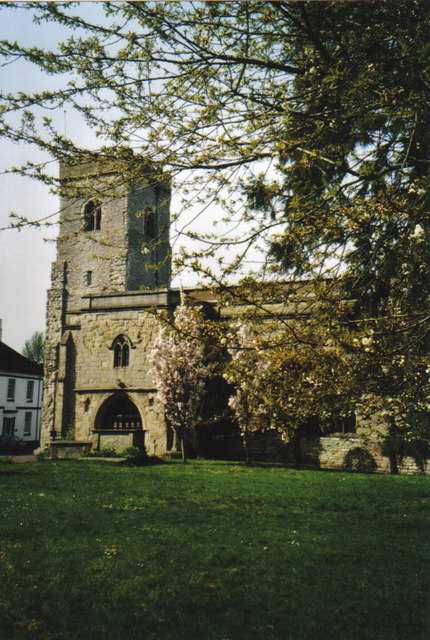
Holy Trinity Church
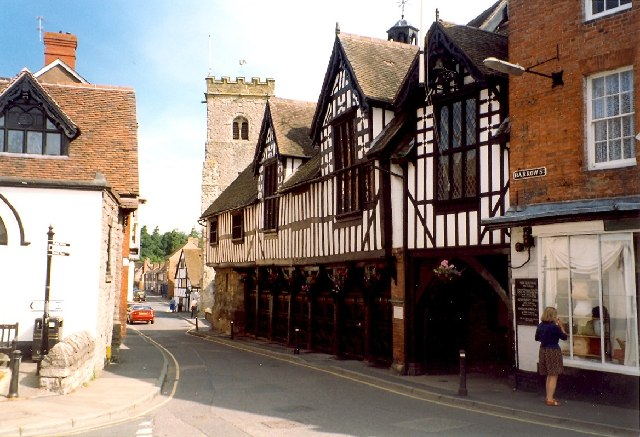
The Guildhall